# پرندگان بهشت (فیلم ۲۰۲۲)
پرندگان بهشت (به انگلیسی: Birds of Paradise) یک فیلم سینمایی درام آمریکایی آماده اکران برای سال ۲۰۲۲ به نویسندگی و کارگردانی سارا آدینا اسمیت که براساس رمان ستاره‌های سوزان درخشان ساخته آک اسمال در سال ۲۰۱۹ ساخته شده‌است.

## داستان
دو رقصنده در یک آکادمی نخبه رقص باله در پاریس هنگامی که برای رسیدن به یک قرارداد برای پیوستن به اپرا ملی پاریس دوستی خود را آزمایش می‌کنند. 

## بازیگران اصلی
- کریستین فروست
- دایانا سیلورز
- جکلین بیسیت
- استاو استراشکو[۱][۲]
- نسیم لیِس